# Maisons-Laffitte
Maisons-Laffitte è un comune francese di 23 189 abitanti situato nel dipartimento degli Yvelines nella regione dell'Île-de-France.

## Monumenti e luoghi d'interesse
- Castello di Maisons-Laffitte. Uno dei più bei castelli della regione, è un capolavoro dell'architettura barocca francese. Venne realizzato su progetto di François Mansart fra il 1642 e il 1646.

## Società

### Evoluzione demografica
Abitanti censiti

## Amministrazione

### Gemellaggi
- Remagen, Germania
- Newmarket, Regno Unito